# You Got the Love
"You Got the Love" é um single de 1986 de Candi Staton. Foi então remixado por The Source e relançado em 1991 como 'The Source and Candi Staton'. Em 2008, a canção foi cover pela cantora e compositora inglesa Joss Stone para o seu quarto álbum de estúdio, Color Me Free !, lançado em outubro de 2009. Em novembro de 2009, outra versão cover foi lançada como single pela banda inglesa indie rock Florence and the Machine. O Now Voyager Remix da música foi usado para o tema da cobertura da Liga de futebol ao vivo no Sky Sports até o início da temporada 2014-15.

## Detalhes
A versão original é uma faixa soul//disco/gospel (lançada no Reino Unido por Streetwave em 1986), escrita por Anthony B. Stephens, Arnecia Michelle Harris e John Bellamy. Ele apresentou uma versão a cappella utilizada por Paul Simpson para um remix da música de Adeva "Musical Freedom" em 1989. A faixa original de Candi Staton tinha sido gravada para um documentário de 1980 sobre um homem obeso que estava tentando perder peso. Candi disse que não conseguia lembrar de ter gravado uma música chamada "You Got the Love". Foi apenas mais tarde que ela percebeu que havia tocado a música anos antes pelo documentário. Os produtores do vídeo selecionaram a música para ela cantar, mas como eles não tinham fundos para pagá-la, doaram metade dos direitos autorais e publicavam para Candi.
O Candi Staton a cappella foi originalmente misturado sobre uma versão instrumental da música house Frankie Knuckles / Jamie Principle "Your Love". Esta versão bootleg foi uma gravação de Eren misturando os dois pedaços de vinil juntos. Esta versão foi misturada no estúdio por Eren Abdullah.
A mistura original de DJ Eren alcançou o número 4 no UK Singles Chart. Foi remixado e reeditado em 1996 (incluindo o mix Now Voyager), alcançando o número 3, a posição mais alta da música, e depois re-emitido novamente em 2006 com novas misturas entre os Shapeshifters entre outros, atingindo o número 7. A combinação de 2006 também apresentou mais letras do que as duas primeiras versões.
O Original Bootleg Radio Mix da faixa foi apresentado no filme Layer Cake no clube onde Sidney fala com o protagonista do filme enquanto olha para a namorada de Sidney.
A "Now Voyager mix" (lançada em 1997) da faixa foi usada no final da série de drama da comédia da HBO, Sex and the City.
Em 2007, a banda de Manchester, The Longcut, gravou uma versão como parte de sua dupla versão do A-Side no Melodic Records
A versão de Florence and the Machine foi lançada em 16 de novembro de 2009, do aclamado álbum "Lungs". Esta versão da faixa foi usada no final da série da série de drama CW Gossip Girl "New York, I Love You XOXO".

## Clipes
O vídeo de 1991 mostra silhuetas de homens e mulheres que dançam em um fundo branco, às vezes como indivíduos, casais ou em grupos, intercalam com uma sequência de close-ups de diferentes faces imitando as letras. As gravações de uma linha do norte do metrô de Londres entrando em uma estação também aparece.
O vídeo de 1997 apresenta a "Now Voyager mix" e retrata um homem vestido como um frade carregando uma cruz guiada por um anjo e tentada pelo Diabo.
A versão de 2006 apresenta o "New Voyager mix" em um vídeo em preto e branco. Em Londres, retrata um jovem angélico (interpretado por Neil Newbon, filho do Broadcastor Gary Newbon) observando os pobres, solitários e vulneráveis nas ruas, metrôs e jardins.

## Listagem do Single
Versão de 1989
1. "Sem título (You Got The Love / Your Love)"

Versão de 1991
1. "You Got the Love" (Extended Vocal)
2. "You Got the Love" (Radio Edit)
3. "You Got the Love" (Club House)
4. "You Got the Love" (House Apella)
5. "Untitled (You Got The Love / Your Love)"
6. "You Got the Love" (Eren's Bootleg Mix)
7. "You Got the Love" (Morning Time Mix)

Versão do Reino Unido de 1997
1. "You Got the Love" (Now Voyager Radio Mix)
2. "You Got the Love" (Now Voyager Mix)

Versão do Reino Unido de 2006
1. "You Got the Love" (New Voyager Radio Edit)
2. "You Got the Love" (Shapeshifters Radio Edit)
3. "You Got the Love" (Extended New Voyager Mix)
4. "You Got the Love" (Shapeshifter Main Vocal Mix)
5. "You Got the Love" (Truelove, Lys & Gigi Remix)
6. "You Got the Love" (Paradise Soul Mix)
7. Vídeo aprimorado

Versão australiana
1. "You Got the Love" (Now Voyager Radio Mix)
2. "You Got the Love" (Original Radio Edit)
3. "You Got the Love" (Truelove, Lys, & Gigi Remix)
4. "You Got the Love" (Shapeshifters Main Vocal Mix)
5. "You Got the Love" (Shapeshifters Alt. Mix)
6. "You Got the Love" (Now Voyager Mix)
7. "You Got the Love" (Original Mix)
8. "You Got the Love" (Paradise Soul Mix)
9. "You Got the Love" (Rhythm Masters Classic Vocal Mix)
10. "You Got the Love" (Asle Bjorn Remix)
11. "You Got the Love" (Wayne G Circuit Anthem Mix)

Versão húngara de 2012
1. "You've Got The Love 2k12" (House Gangsters & Mr. Tom Wave meets. F.A.T.M. remix)

Remix oficial de 2015
1. "You Got The Love" (Yuga featuring Candi Staton)
2. "You Got The Love" (Dr. Shiver – Candi Staton featuring Doc M.C.)

## Versão de Florence and the Machine
Uma versão cover feita pela banda inglesa indie rock Florence and the Machine como "You've Got the Love" e lançada como o quinto single de seu álbum de estréia, Lungs (2009). Foi lançado pela primeira vez em 1 de dezembro de 2008, enquanto o lado B para o segundo single "Dog Days Are Over". Em seguida, foi lançado como um download digital apenas a partir de 5 de janeiro de 2009 somente no Reino Unido, após o elogio em massa que recebeu durante o lançamento de "Dog Days Are Over". Depois de ser lançado bem antes de Lungs finalmente ser gravado e lançado, mais tarde foi apresentado no álbum como sua faixa bônus.
O single recebeu um relançamento em formato físico em 16 de novembro de 2009 no Reino Unido. Para a reedição, um video musical foi filmado.

### Detalhes
A faixa, que é significativamente mais curta do que o original, foi produzida por Charlie Hugall, que também produziu outras trilhas em Lungs. Hugall também esteve envolvido no desenvolvimento do baixo e percussão da música. A faixa apresenta Isabella Summers no piano, Christopher Lloyd Hayden na bateria, Tom Moth na harpa, Rob Ackroyd na guitarra e Florence Welch nos vocais.
Florence Welch explicou sua inspiração atrás de "uma de suas canções favoritas de sempre":
Quando criança, indo para clubes, essa música me fez sentir amor e delírios. Na Bestival, no ano passado, ficamos no topo da conta nesse palco, então estávamos pensando em um cover incrível que poderíamos fazer, e pensei em Candi Staton. Mesmo nos ensaios, jogar era apenas o sentimento mais eufórico. Então, jogando vivo e vendo os braços de todos no ar e os rostos - foi a melhor sensação de sempre! Eu estava vestido como um genio de monstros do mar, e eu lembro de olhar para o meu guitarrista enquanto tocávamos os primeiros acordes, e então houve a reação e foi como nos abrir e explodir na multidão, e então tudo fez isso de volta . É um sentimento que você não pode expressar. Estou muito animado que agora em nossos shows ao vivo eu vou estar jogando uma das minhas músicas favoritas, cargas.
"You've Got the Love" é um fã favorito da banda e foi disputado em vários festivais em todo o Reino Unido durante 2008 e 2009. Incluindo o Bestival, Glastonbury, Way Out West, Brighton, Electric Picnic, Leeds, Smash  & Grab e com uma versão acústica realizada em um festival em Reading. Também foi realizado Live In Ibiza na BBC Radio 1 e no BBC Live Big Weekend. Florence também fez uma aparição durante a apresentação do Festival Glastonbury 2010 da The xx, onde eles tocaram o remix da pista. Em 2013, uma interpretação de coro infantil da música foi usada em spots de TV para Coca-Cola.

### Recepção critica
"You've Got the Love" recebeu críticas positivas que comentaram notavelmente sobre a música em comentários sobre "Dog Days Are Over". A MusicOMH comentou a música dizendo que "Seguindo com a tradição de algumas versões de cover finamente escolhidas, há até uma excelente interpretação do You Got the Love do The Source. Altsounds.com revisou a faixa, escrevendo: "You've Got the Love" é um número padrão de pop que faz algo de forma não padrão - não tem medo de olhar seus ganchos melódicos simplistas e aceitá-lo com um toque de honestidade lírica e impressão contemplativa ".
Contactmusic.com também comentou a música dizendo que "O cover do lado B de The Source " You Got the Love " com a participação de Candi Staton é igualmente forte." Dailymusicguide.com também revisou positivamente o single, escrevendo: "Florence + The Machine usou o formato do remix original, mas certamente inspirou nova vida neste clássico antigo. Com a voz distintiva de Florence Welch ela faz essa música própria. A inclusão de uma harpa só contribui para o suave efeito de influência produzido pela pista, estourando gentilmente sem maldade em cerca de dezoito segundos. As letras da música são capacitadoras: a voz celestial de Florence tem uma qualidade vulnerável que, como tem uma carreira relativamente curta até agora, cresce mais forte através do verso e refrão de You've Got The Love. É capacitador, libertador e movendo tudo ao mesmo tempo, não menos convincente pela emoção nos vocais de Welch. Avaliação: 4/5"

### Listagens de músicas
Versão original (Download digital)
1. "You've Got the Love" – 2:58

Reino Unido CD single
1. "You've Got the Love" – 2:49
2. "You've Got the Love" (Tom Middleton Remix) – 7:51
3. "Addicted to Love" – 3:20

Reino Unido 7" single
1. "You've Got the Love" (Single Version) – 2:40
2. "You've Got the Love" (Jamie xx Re-work featuring The xx) – 5:36

EP Digital
1. "You've Got the Love" – 2:48
2. "You've Got the Love" (Tom Middleton Remix) – 7:53
3. "You've Got the Love" (Steve Pitron & Max Sanna Remix) – 6:21
4. "You've Got the Love" (Live from Abbey Road) – 3:45

### Gráficos e certificações

#### Gráficos semanais
| Gráfico (2009-15)                        | Melhor Posição |
| ---------------------------------------- | -------------- |
| Alemanha (Official German Charts)        | 52             |
| Australia (ARIA)                         | 9              |
| Australia Hitseekers (ARIA)              | 1              |
| Áustria (Ö3 Austria Top 40)              | 28             |
| Bélgica (Ultratop 50 Flanders)           | 25             |
| Bélgica (Ultratip Wallonia)              | 5              |
| Dinamarca Airplay (Tracklisten)          | 7              |
| Escócia (Scottish Singles Chart)         | 6              |
| Estados Unidos (Adult Alternative Songs) | 21             |
| Estados Unidos (Alternative Songs)       | 34             |
| Estados Unidos (Rock Songs)              | 42             |
| Europa (European Hot 100 Singles)        | 20             |
| França (SNEP)                            | 110            |
| Hungria (Single Top 40)                  | 28             |
| Irlanda (IRMA)                           | 16             |
| Nova Zelândia Airplay (RMNZ)             | 50             |
| Reino Unido (UK Singles Chart)           | 5              |
| Suíça (Schweizer Hitparade)              | 49             |

#### Gráficos de fim de ano
| Gráfico (2010)   | Posição |
| ---------------- | ------- |
| Australia (ARIA) | 63      |

#### Certificações
| Região               | Certificação | Unidades de certificação/Vendas |
| -------------------- | ------------ | ------------------------------- |
| Australia (ARIA)     | 3× Platina   | 210,000^                        |
| Itália (FIMI)        | Ouro         | 15,000*                         |
| Nova Zelândia (RMNZ) | Ouro         | 7,500*                          |
| Reino Unido (BPI)    | Platina      | 700,000                         |

## You Got the Dirtee Love
Nos 2010 BRIT Awards em 16 de fevereiro de 2010, Florence e a Machine e Dizzee Rascal realizaram uma mistura de "You Got the Love" e a música de Dizzee "Dirtee Cash", intitulada "You Got the Dirtee Love".
O single foi lançado em 17 de fevereiro de 2010 exclusivamente para o iTunes, um dia após o desempenho dos BRITs. Em 21 de fevereiro de 2010, o single entrou no UK Singles Chart no número dois. A partir de maio de 2010, o single vendeu mais de 280.000 cópias no Reino Unido. "You Got the Dirtee Love" é apresentado na Deluxe Edition do álbum Tongue n 'Cheek de Dizzee Rascal; a faixa foi lançada na Irlanda e na Austrália após o lançamento do álbum. Também aparece na reedição Between Two Lungs de Florence and the Machine e no álbum Lungs.
A canção foi realizada no Radio 1's Big Weekend, em Gales do Norte, em 22 de maio de 2010, e novamente no Glastonbury Festival 2010, em 25 de junho. A música também foi realizada na Captial Summertime Ball 2010l, onde Florence Welch apareceu como um convidado especial durante a apresentação de Dizzee.

### Gráficos e certificações

#### Gráficos
| Gráfico (2010)                    | Melhor Posição |
| --------------------------------- | -------------- |
| Australia (ARIA)                  | 27             |
| Europa (European Hot 100 Singles) | 8              |
| Irlanda (IRMA)                    | 24             |
| Reino Unido (UK Singles Chart)    | 2              |

#### Certificações
| Região            | Certificações | Unidades de Certificações/Vendas |
| ----------------- | ------------- | -------------------------------- |
| Australia (ARIA)  | Ouro          | 35,000                           |
| Reino Unido (BPI) | Ouro          | 400,000                          |